# ティム・リード (俳優)
ティム・リード（Tim Reid、1944年12月19日 - ）は、アメリカ合衆国の俳優。

## 出演作品
- レイブン 見えちゃってチョー大変!
- ザット'70sショー
- トレメ/ニューオーリンズのキセキ (2010-2012年)